# Yacht Club
«Yacht Club» (с англ. — «Яхт-клуб») — песня американского рэпера Lil Yachty при участии Juice WRLD выпущенная в качестве пятого трека с третьего студийного альбома Yachty Nuthin’ 2 Prove. Трек достиг 91-й позиции в чарте Billboard Hot 100.

## Предыстория
Трек является первым официальным сотрудничеством между Lil Yachty и Juice WRLD.

## Отзывы
Трек получил в целом положительные отзывы. Лоуренс Берни из The Fader назвал её «гладкой» и «цепляющей». Остин Майерс из The Standard назвал песню «лучшим треком на этом проекте». Томас Хоббс из Highsnobiety назвал песню Yachty «лучшим рэп-исполнением» на альбоме и назвал строки на треке «озорными». Сэм Мур из NME назвал трек «освежающим» и «столь необходимым толчком».

## Чарты
| Чарт(2018)                            | Высшая позиция |
| ------------------------------------- | -------------- |
| Канада (Canadian Hot 100)             | 94             |
| Новая Зеландия (RMNZ)                 | 26             |
| США Billboard Hot 100                 | 91             |
| США Hot R&B/Hip-Hop Songs (Billboard) | 46             |